# Evropska agencija za kemikalije
Evropska agencija za kemikalije (European Chemicals Agency, ECHA) je agencija Evropske unije, ki  izvaja zakonodajo EU o kemikalijah z namenom zaščite zdravja in okolja. Upravlja tehnične in administrativne vidike izvajanja uredbe imenovane Registracija, evalvacija, avtorizacija in omejevanje kemikalij (REACH - Registration, Evaluation, Authorisation and Restriction of Chemicals ), ki je bila sprejeta za izboljšanje varovanja zdravja ljudi in okolja pred tveganji, ki jih lahko povzročijo kemikalije, ter hkrati za okrepitev konkurenčnosti kemijske industrije Evropske unije. Agencija ECHA je gonilna sila med regulativnimi organi pri izvajanju zakonodaje EU o kemikalijah. Agencija ECHA mora zagotoviti, da podjetja spoštujejo zakonodajo, pospešujejo varno uporabo kemikalij, zagotavljajo informacije o kemikalijah in obravnavajo nevarnosti kemikalij. Sedež agencije je v Helsinkih na Finskem. ECHA je neodvisna regulativna agencija, ki jo je ustanovil REACH. Ni hčerinski subjekt Evropske komisije.
Agencija, ki jo trenutno vodi izvršni direktor Bjørn Hansen, je začela delovati 1. junija 2007.